# Rhodostrophia trifasciata
Rhodostrophia trifasciata là một loài bướm đêm trong họ Geometridae.